# فيروس كورونا ألفا 1
فيروس كورونا ألفا 1 (بالإنجليزية: Alphacoronavirus 1)‏ هو نوع من الفيروسات التاجية يصيب القطط والكلاب والخنازير. ويشمل سلالات الفيروس التاجي السنوري وفيروس كورونا الكلاب وفيروس التهاب المعدة والأمعاء المعدية. إنه فيروس رنا مغلف، قادر على دخول الخلية المضيفة عن طريق الارتباط بمستقبل APN.